# Marijino vnebovzetje (Tizian)
Marijino vnebovzetje ali Frarijevo Vnebovzetje je velika oltarna tabelna slika v olju, italijanskega renesančnega umetnika Tiziana, naslikana v letih 1515–1518. Ostaja v položaju, za katerega je bil zasnovana, na velikem oltarju bazilike Santa Maria Gloriosa dei Frari v Benetkah. To je največja oltarna slika v mestu, katere figure so v naravni velikosti, kar zahteva velika cerkev, s precejšnjo razdaljo med oltarjem in občestvom. Slike zgoraj in spodaj niso Tizianovo delo, temveč delo Palme Vecchia. Zaznamoval je novo smer v Tizianovem slogu, ki je odražala njegovo zavedanje umetnikov, vključno z Rafaelom in Michelangelom, o dogajanju v visoki renesansi na jugu, v Firencah in Rimu. Vznemirjene figure apostolov so zaznamovale prelom z običajno meditativno tihostjo svetnikov v beneškem slikarstvu, v tradiciji Giovannija Bellinija in drugih.
Morda je bila prvotno precej pretresljiva za beneško javnost, a je bila kmalu prepoznana kot mojstrovina, ki je potrdila položaj Tiziana kot vodilnega umetnika v Benetkah in enega najpomembnejših v vsej Italiji, tekmeca Michelangela in Rafaela.

## Predmet
Marijino vnebovzetje je bila katoliška doktrina, ki je v začetku 16. stoletja ostala neobvezna. Frančiškanski red, katerega cerkev je Frari, je bil vedno močan promotor tega in drugih vidikov marijanske teologije, zlasti s tem povezanega nauka o Marijinem brezmadežnem spočetju, takrat še vedno stvar polemike. Doktrina je trdila, da je bilo telo Device Marije 'prevzeto' ali fizično preseljeno v nebesa 'na koncu njenega zemeljskega življenja'. Večina katoličanov je verjela, da se je to zgodilo po običajni smrti (običajno tri dni po izročilu), nekateri pa, da je bila Marija še vedno živa, ko se je to zgodilo, vprašanje, ki ga je Munificentissimus Deus leta 1950 rešil. Opredeljuje ex cathedra dogmo vnebovzetja Blažene Device Marije. To je bila prva nezmotljiva izjava ex katedre, odkar je bila na prvem vatikanskem koncilu (1869–1870) sprejeta uradna odločitev o papeški nezmotljivosti. Papež Pij IX. je leta 1854 z Ineffabilis Deus podal nezmotljivo izjavo o Brezmadežnem spočetju Device Marije, ki je bila osnova za to dogmo. Odlok je bil razglašen 1. novembra 1950. Na dnu slike je mogoče diskretno videti dele Marijinega kamnitega sarkofaga, ki dovolijo tistim, ki verjamejo v domnevo pred smrtjo, da jih prezrejo ali pa jo obravnavajo kot nekaj drugega.
Široka sestava Tizianove slike s skupino apostolov pod vzpenjajočo Marijo, ki je prikazana kot živa, ki se premika proti skupini angelov v nebesih, sledi zgodnejšim upodobitvam v umetnosti, čeprav tak zamišljeni prizor ni bil del nauka. Povezani prizor kronanja Device v nebesih je bil po navadi nadomeščen s prizori, ki prikazujejo trenutek dejanske domneve, kot tukaj, kar je bilo pogosto kombinirano z njo. Tu angel, ki spremlja Boga Očeta na desni, poda krono, ki jo bo namenil na njeno glavo.

## Opis
Figure so v treh registrih, razdeljene na prostore, napolnjene le s svetlobo. Na tleh so apostoli, tesno strnjeni v skupino in v različnih dramatičnih pozah, ki gledajo navzgor na Devico Marijo, ki se dviga v nebesa. Prikazani so v različnih pozah, od pogleda v strahu, do klečanja in seganja po nebu, »monumentalne figure ... množične v kolektivnem gibanju, združene s senco, junaškim gestam dajejo silhueto brez primere drznosti«.
V središčnem registru Devica Marija stoji na oblakih, zavita v rdečo haljo in moder plašč, prav tako naredi gesto začudenja. Okoli nje se »množice angelov stopijo v oblake, obsevane z nebeško svetlobo«.  Zgoraj je Bog Oče, ki mu bo angel na desni izročil krono za Marijo.
Tizian je prekinil tradicijo z izpuščanjem vseh krajinskih elementov, čeprav modro-sivo nebo nad apostoli kaže, da je prizor postavljen na prostem. Nebo je v zgornjih conah v nasprotju z zlato nebeško svetlobo, ki spominja na zlato zemljo, tradicionalno v mozaikih, kot je ta, ki se še vedno izdeluje v San Marcu, in zlate zemlje iz gotske dobe.
Skupaj je dvanajst apostolov, nekateri so vidni le na majhnem predelu obraza. Sveti Peter sedi v sredini z rokami v molitvi, sveti Janez Evangelist je mlajši moški v rdečem levo od njega; drugih verjetno ni mogoče prepoznati. Na sarkofagu pod sv. Petrom je slika podpisana TITIANUS.

## Lokacija
Frari je zelo velika gotska cerkev iz zgodnjega 15. stoletja, prvotno navadno zgrajena iz opeke, tako kot številne frančiškanske cerkve, namenjene oznanjevanju veliki množici, zdaj pa napolnjena z dodelanimi grobnicami in slikami. Tam je pokopan tudi sam Tizian, čeprav je to nenamerni rezultat kaosa kuge, ki ga je ubila, z velikim spomenikom iz 19. stoletja, ki vključuje reliefno različico Marijinega vnebovzetja. 
Veliki oltar je zelo oddaljen od ladje, pogled nanj pa omejuje okrašena kamnita korna pregrada iz leta 1475, v sredini je polkrožen lok, na obeh koncih pa prižnici. Takoj za tem, na približno polovici širine cerkve, je kor, z vrstami kornih klopi, obrnjenih druga proti drugi in visoko leseno steno. Po tem prihaja široko, a plitvo območje, ki sega v transept, pred prezbiterijem v apsidi, ki je zelo globoka. Zaobljen vrh slike omogoča, da se  za gledalca lepo zasidra v lok korne pregrade, ki stoji na osrednji osi cerkve tudi na zadnji strani ladje, čeprav se od tam zdi majhna. Omogoča tudi, da zaokroženi krog nebeške svetlobe zaključi vrh kompozicije, ne da bi se zapolnili nerodni vogali.
Glavni oltar in njegov okrašen retabel, ki uokvirja oltarno podobo, je verjetno v svoji široki zasnovi zasnoval Tizian, da se ujema z njegovo sliko. Podrobno zasnovo in izvedbo je verjetno napisal Lorenzo Bregno. Slika je uokvirjena z razširitvijo oltarja iz marmorja in pozlate, ki se ujema ne samo z okroglim vrhom oboka korne pregrade, temveč (v širšem smislu) z okrasjem okoli njega. Klasični slog z velikimi stebri na obeh straneh se neizogibno nekoliko spopada z gotskim slogom arhitekture, vendar so si prizadevali, da bi to čim bolj zmanjšali z usklajevanjem ravni elementov okvirja in slike z območji arhitekture. Na primer, zgornji del okvirja je (odvisno od položaja gledanja) na splošno enak nivoju dna tretje stopnje oken.
- Popolni okvirji retabla
- Slika, vidna skozi lok v korni pregradi
- Apsida s stopnicami
- Apsida s korom.

## Zgodovina
Marijino vnebovzetje je bila prvo večje naročilo Tizianu za cerkev v Benetkah in je njegova umetnost pritegnila veliko pozornosti javnosti. Čeprav je delal pri velikem naročilu za Doževo palačo, ki jo je delal do 1530-ih, je bila večina njegovih prejšnjih del zunaj javnosti, v palačah. Naslikal jo je in situ v cerkvi (morda dejansko ni na končni lokaciji) in se je moral, po Carlu Ridolfiju (1594–1658), spoprijeti s pogostimi vprašanji bratov glede velikosti figur, kar je pojasnil z besedami potrebne so bile, da se je slika gledala od daleč. Čeprav so se mnogi slikarji v tem času že preselili k slikanju na platno, je Tizian še do približno leta 1550 slikal svoja največja dela na lesene plošče, medtem ko je platno uporabljal za manjša dela. Ta je bila naslikana na seriji 21 širokih cedrovih desk, debelih 3 cm, postavljenih vodoravno, ki jih je mogoče zlahka zaznati pri ogledu sprednje strani slike.
Nenavadno je bilo javno razkritje 19. maja 1518 (državni praznik, ki je bil izbran tako, da je omogočil veliko udeležbo), je zapisal diarist Marino Sanuto mlajši, čeprav z malo podrobnosti. Zgodba, ki jo je Ridolfi zabeležil več kot stoletje kasneje, da je bil na slovesnosti odkritja prisoten veleposlanik cesarja Karla V. in je frančiškane, ki so dvomili glede kakovosti slike, prosil, da jo odkupi, tako prepričal, da jo je vredno obdržati, se ne zdi resnična, saj veleposlanik takrat ni bil v Benetkah.
Postavitev slike nad oltar je pritegnila maščobo sveč in celo do trenutka, ko jo je Giorgio Vasari nekaj desetletij kasneje videl, je bila temna in težko opazna. Sir Joshua Reynolds jo je leta 1752 opisal, da je »najbolj grozno temna, a plemenito pobarvana«, kljub temu, da so bila leta 1650 ob boku dodana nova okna, da bi slika dobila več svetlobe.
Leta 1817 so jo preselili v Akademijo in jo leta 1919 vrnili na prvotno mesto v Frari. Strop galerije je bilo treba dvigniti, da je bil primeren za to in na otvoritveni slovesnosti leta 1822 jo je Canova označil za največjo sliko na svetu. Ob ogledu slike, ko je bila v Akademiji, je mladi Oscar Wilde pripomnil, da je Vnebovzetje »zagotovo najboljša slika v Italiji«.
Po mnenju Nicholasa Pennyja je to »zagotovo tista Tizianova slika, ki je najbolj vplivala na Tintoretta, ki je nekaj let kasneje morda na kratko delal v Tizianovem ateljeju.
Sliko (kot je načrtoval Tizian) lahko občestvo vidi le z nenavadno oddaljene točke.
Po preiskavi stanja slike v letu 2012 je bilo ugotovljeno, da se barva na majhnih območjih dviguje in luska ter da je treba odstraniti neoriginalne plasti (razbarvan lak) in ostanke prejšnjih obdelav. Poleg tega je bilo ugotovljeno, da so cevi orgel, ki so bile v zadnjih desetletjih nameščene neposredno za sliko, povzročale znatne vibracije na nekaterih delih oltarne slike, kar je dodatno ogrozilo krhka območja. Leta 2018 so uradniki ministrstva za kulturo dovolili odstranitev orgel in konzerviranje slike, ki jo financira neprofitna organizacija Save Venice Inc.

## Slog
Sliko pogosto primerjajo z Rafaelovo sliko Spremenjenje na gori (danes Vatikanski pinakoteki), čigar obdobje izdelave se je prekrivala s Tizianovo, ki se je začelo nekoliko kasneje, verjetno leta 1517 in kmalu končala po umetnikovi smrti leta 1520. Sestave so očitno podobne, osamljena glavna figura v zraku, spodaj pa množica vznemirjenih častilcev, ki niso popolnoma osvetljeni.
John Steer ugotavlja, da sta »obe sliki seveda veliki: junaški po obsegu in pojmovanju. Besedišče silovitih gibov in velikih kretenj izraža občutek moralno vzvišenih oseb, ki se ukvarjajo z velikimi dogodki. ... Oblika in vsebina sta eno in obe deli imata tisto notranjo ravnovesje in organsko enotnost delov, zaradi katerih je visoka renesansa normativno obdobje v zgodovini evropske umetnosti.«
Razlike med njima se kažejo v njihovi obravnavi oblike: »Vsaka Rafaelova figura je mišljena kot ločena enota in združena kot skupinska skulptura. Tudi takrat, ko je prikazan le majhen del telesa ... preostali del telesa je Rafael tako jasno zgradul, da ustvarja vakuum, ki ga mora figura zasnovati kot zapolnitev.« V nasprotju s tem: »V Vnebovzetju je ustvarjena skupina apostolov, silhuetirana proti nebu, z močno križno osvetlitvijo, iz madežev svetlobe in senc. Tako močan je ta vzorec, da se, ko naša pozornost ni namerno skoncentrirana, oblike v njem delno izgubijo in šele z zavestnim naporom pritrdimo gestikulirajoče ude na posamezna telesa.« 
Za Rafaela je »oblika primarna, barva, svetloba in senca pa so le dodatni elementi, ki so ji dodani. Za Tiziana po drugi strani svetloba in senca razkrivata oblike in obarvajo snovo, iz katere je narejena.«
S. J. Freedburg opisuje sliko kot »prvi izziv, ki je ustrezal celotnemu obsegu umetniških virov, ki jih je Tizian do zdaj pridobil« in vrnitev k »strasti in trdnosti« najzgodnejšega Tizianovega obdobja, »preden je bil delno podrejen Giorgioneneju«. V primerjavi z Rafaelovim Spremnjenjem, ki »usmerja pot, ki presega sfero klasičnega sloga, k še večji intelektualni abstrakciji in kompleksnosti manierizma«, Tizian »opozarja na možnost baroka; vendar je Tizianova možnost, da to uresniči in jo ne.«